# Vama Veche
Vama Veche (antiguamente Ilanlâc) es una localidad rumana de la comuna de Limanu, en el condado de Constanța.

## Toponimia
El antiguo nombre del lugar puede encontrarse escrito con grafías como Ilanlîc e Ilanlâc. Pasó a llamarse Vama Veche.

## Geografía
Al sur de la localidad se encuentra la frontera con Bulgaria.

## Historia
Hacia comienzos del siglo XX, la localidad, que ya por entonces pertenecía al condado de Constanța, formaba parte de la comuna de Sari-Ghiol y tenía contabilizada una población de 124 habitantes.
En la segunda mitad del siglo XX la localidad había pasado a formar parte de la comuna de Limanu. En el censo de 2021 la localidad tenía una población de 367 habitantes.